# Operation Ivy
Gli Operation Ivy erano un gruppo musicale ska punk statunitense che si formò nel 1987 nella East Bay, a Berkeley, in California. La formazione era composta da Jesse Michaels alla voce, Dave Mello alla batteria, Tim Armstrong, che utilizzava il nome d'arte di Lint, alla chitarra e voce, ed al basso Matt Freeman, che assunse il soprannome di Matt McCall, datogli da Jesse prendendo spunto dalla serie TV Un giustiziere a New York. In molti pezzi degli Operation Ivy Paul Bae suonava il sax, senza però essere considerato un membro effettivo della band.

## Storia del gruppo
Il primo concerto in assoluto degli Operation Ivy si svolse il 16 maggio 1987 nel garage di casa del batterista Dave, davanti ad una trentina di persone. Il loro secondo concerto, invece, si svolse il giorno dopo al 924 Gilman Street (di solito chiamato semplicemente Gilman), locale situato a Berkeley e che funse da fulcro della scena punk della cittadina californiana sul finire degli anni 1980. Dopo quel secondo concerto, gli Op Ivy (uno dei soprannomi con cui vengono spesso indicati) divennero sostanzialmente di casa al Gilman, dove si esibivano molto di frequente, mentre la loro fama andava aumentando in modo sorprendente. Pochi mesi dopo il loro primo concerto, quindi, gli Opiv (altro soprannome della band), ebbero la possibilità di registrare per la prima volta in uno studio: la fanzine (EN) MaximumRockNRoll, infatti, li portò in uno studio di registrazione a Oakland, California, dove registrarono i pezzi Officer e I Got No per Turn It Around!, compilation che MaximumRockNRoll pubblicò poco tempo dopo.
Nel novembre del 1987 la band fu messa sotto contratto dalla Lookout! Records, con la quale incise il singolo Vulnerability e, nel gennaio 1988, l'EP Hectic.
Il 1988 fu infine l'anno in cui la band californiana toccò l'apice della fama e degli impegni: in gennaio pubblicò il singolo Hectic, poi iniziò a pensare alla registrazione di un full-length, e, soprattutto, girò parte degli Stati Uniti in un tour che impegnò i quattro ragazzi dalla fine di marzo alla fine di aprile.
Nel gennaio del 1989, quando ormai il loro nome era parecchio conosciuto, gli Op Ivy registrarono Energy, loro primo e ultimo album full-length, che uscì nel maggio dello stesso anno sempre per la Lookout! Records. In quel periodo però la pressione delle case discografiche major aveva cominciato a farsi sentire: in seguito alle pressioni della EMI Records per firmare un contratto da due album, la band decise di sciogliersi, in quanto l'intento (almeno di allora) degli Opiv era quello di rimanere una band locale e non quello di morire di successo dopo la firma per una major label.
Il 28 maggio 1989, dopo due anni durante i quali composero ventotto canzoni e si esibirono in 185 concerti, gli Operation Ivy abbandonarono le scene con un ultimo, affollatissimo concerto al Gilman, di cui è testimonianza il cd bootleg Lint Rides Again.

### Eventi recenti
Il 4 maggio 2006 si è diffusa la notizia della rimozione della band dal catalogo della casa discografica Lookout!, di conseguenza i due dischi Energy e Hectic sono fuori stampa. Allo stato attuale gli Op Ivy non hanno stipulato un contratto con un'altra casa discografica, né si è accennato ad una possibilità di reunion del gruppo. Venne diffusa la voce che il 1º maggio 2007 sarebbe stata messa in commercio una ristampa di Energy, rimasterizzato e pubblicato dalla Rancid Records. La ristampa di Energy, che avrebbe dovuto uscire il 1º maggio 2007 a cura della Rancid Records, è uscita per la Epitaph Records, solo su CD il 6 novembre 2007.

## Formazione
- Jesse Michaels - voce
- Lint (Tim Armstrong) - chitarra
- Matt McCall (Matt Freeman) - basso
- Dave Mello - batteria

## Discografia

### Album in studio
- 1989 - Energy

### EP
- 1988 - Hectic

### Compilation
- 1987 - Turn It Around!
- 1988 - The Thing That Ate Floyd
- 2004 - Rock Against Bush, Vol. 2
- Gilman Street Block Party

### Rari, Live e Bootleg
- 1992 - Plea for Peace
- 1993 - Lint: The King of Ska
- 1994 - Live At Gilman
- 1995 - East Bay EP
- 1996 - Seedy
- 1999 - Live 2-21-1988
- 1999 - Radio Daze
- 2000 - Sound System
- 2002 - Oh Shit! It's Ramones Cover CD
- 2004 - There's A Place
- 69 Newport
- 1989 - Lint Rides Again
- Live At Gilman (Full Tracks)
- Live at the River Theatre, 1988
- Lost Demos
- Ramones EP
- Rancid: Grease & Garbage
- Smell Rancid
- Uncut Gilman Demos
- Unity: The Complete Collection
- 1996 - Unreleased Energy